# Pine City (Minnesota)
Pine City – miasto w Stanach Zjednoczonych, w stanie Minnesota, siedziba administracyjna hrabstwa Pine.